# Древ, Ана
А́на Древ (словен. Ana Drev, род. 6 августа 1985 года, Шмартно-об-Паки) — словенская горнолыжница, участница Олимпийских игр 2006, 2010 и 2018 годов, призёр двух этапов Кубка мира. Наиболее сильна была в гигантском слаломе.
В Кубке мира Древ дебютировала в 2001 году, в ноябре 2007 года первый раз попала в десятку лучших на этапе Кубка мира, в гигантском слаломе. Всего за карьеру Древ 5 раз попадала в десятку лучших на этапах Кубка мира в гигантском слаломе, в том числе дважды была второй в сезоне 2015/16. Лучшим достижением Древ в общем зачёте Кубка мира являются 59-е места в сезонах 2005/06 и 2007/08.
Выиграла пять этапов Кубка Европы в 2005—2012 годах, все — в гигантском слаломе.
На Олимпиаде-2006 в Турине стала 9-й в гигантском слаломе и 45-й в супергиганте.
На Олимпиаде-2010 в Ванкувере стартовала в двух дисциплинах: гигантский слалом — 19-е место, слалом — не финишировала.
За свою карьеру принимала участие в шести чемпионатах мира, лучший результат — 10-е место в гигантском слаломе на чемпионате мира 2013 года в Шладминге.
Использовала лыжи производства фирмы Völkl.
Завершила карьеру в 2020 году.